# Бехлер, Бернхард
Бе́рнхард Бе́хлер (нем. Bernhard Bechler; 9 февраля 1911, Ленгенфельд, Фогтланд — 30 ноября 2002, Клайнмахнов, Бранденбург) — офицер вермахта, военный и политический деятель ГДР, генерал-майор (1952)

## Биография
Отец Бехлера был директором химической фабрики в Фогтланде (Vogtlandische Karbolinisierfabrik AG). Мать, будучи домохозяйкой, посвятила себя воспитанию четверых детей (у младшего Бернхарда были ещё брат Гельмут и сёстры Кете и Герта). В 1917—1923 годах он посещал частную школу в Лангенфельде. После этого поступил в Реальную гимназию (Realgymnasium Landesschule Dresden), которую окончил в 1930 году. После сдачи экзамена на аттестат зрелости молодой Бернхард решил стать профессиональным солдатом.

## В рейхсвере и вермахте
В марте 1931 года он поступил в рейхсвер кандидатом в офицеры в 10-й пехотный полк в Лобау. С марта 1932 по октябрь 1933 года фенрих Бехлер посещал офицерские курсы при пехотной школе в Дрездене. В марте ему был выдан патент на звание лейтенанта. До октября 1934 года он служил командиром взвода в 10-и пехотном полку. Затем до октября 1935 года командовал противотанковым взводом в 31-м пехотном полку в Плауэне. С октября 1935 по сентябрь 1938 год] Бехлер служил полковым адъютантом в 102-м пехотном полку в Хемнице. В 1936 году ему было присвоено звание обер-лейтенанта. 2 сентября 1936 года он обручился, а 7 мая 1938 года женился на Маргрет Дрейкорн, дочери бывшего офицера кайзеровского флота, которая была младше его на три года. От этого брака Маргрет родила двух детей: 2 октября 1939 года — дочь Хайди, а 23 июля 1940 года — сына Ганса-Бернхарда.
В сентябре 1938 года Бехлер был переведён на должность адъютанта командира 24-го пехотного командования (Infanteriekommando 24) в Альтенбург (Тюрингия). С сентября 1939 года, когда началась Вторая мировая война, по июнь 1940 года Бехлер, между тем получивший звание капитана, первоначально служил офицером для поручений, а затем командиром роты сначала в 87-й пехотной дивизии, а после — в 294-й пехотной дивизии. Подчинённые ему роты с самого начала Второй мировой войны находились на западной границе Германии в составе группы армий «Ц». Война для них началась в мае 1940 года, когда вермахт начал массированное наступление против Франции, закончившееся её разгромом уже в июне. С июля по август 1940 года Бехлер временно находился в офицерском резерве Высшего командования сухопутных войск (в 102-м резервном пехотном полку) в Хемнице. В сентябре 1940 года его переводят на службу в Главную квартиру Верховного Командования сухопутных войск в Цоссене, где до марта 1942 года он служил адъютантом генерала Ойгена Мюллера (Adjutant beim Generalstab des Oberkommandos des Heeres). Наконец, в марте 1942 года Бехлер был отправлен на Восточный фронт уже в чине майора командиром 1-го батальона 29-го гренадёрского моторизованного полка 3-й пехотной моторизованной дивизии, которая в составе 6-й армии вермахта участвовала в Сталинградском сражении и наряду с другими дивизиями прекратила своё существование в январе 1943 года. Незадолго до своего пленения 28 января 1943 года Бехлер стал кавалером ордена Немецкого креста в золоте.

## В плену
В советском плену Бехлер в конце концов оказался в лагере для военнопленных в Елабуге. Отношение к офицерам со стороны лагерного начальства было достаточно корректным. Лагерь в целях пропаганды посещали немецкие коммунисты-эмигранты. Часть пленных офицеров, потрясённых случившейся под Сталинградом катастрофой и винивших в том, что произошло, Гитлера охотно шла на контакт с советскими властями. В их числе оказался и бывший майор вермахта Бехлер. В июле 1943 года он участвовал в учредительном съезде Национального Комитета Свободная Германия, а в сентябре оказался одним из основателей Союза германских офицеров, главой которого стал бывший генерал артиллерии и командующий 51-м корпусом Вальтер фон Зейдлиц-Курцбах. Началась его активная антифашистская деятельность: он становится редактором газеты «Freies Deutschland», участвует в передачах радиостанции «Свободная Германия» и составлении многочисленных листовок солдатам вермахта на фронте, призывающих сложить оружие и переходить на сторону Красной Армии, заявляя, что война для Германии проиграна. В декабре 1943 года он в качестве уполномоченного НКСГ был отправлен на фронт. Там он занимался непосредственно агитационной работой в окопах, обращаясь к германским солдатам с антифашистскими речами. Во время проведения таких акций он познакомился с бывшим солдатом вермахта Хайнцем Кесслером, который впоследствии через четыре десятилетия станет министром национальной обороны ГДР. Вскоре тяжёлая пневмония заставила Бехлера прервать своё задание. После выздоровления в марте и апреле 1944 года он руководил пропагандистской работой на Ленинградском фронте. В июле-августе 1944 года он обучался в антифашистской школе в Красногорске. В последние месяцы войны, с декабря 1944 года по май 1945 года, Бехлер вместе с графом Генрихом фон Эйнзиделем в качестве уполномоченного НКСГ (Frontbeauftragter des NKFD) действовал в составе 2-го Белорусского фронта. В ходе Висло-Одерской операции Бехлер активно участвовал в антифашистской пропаганде германских частей, окружённых в Грауденце. На многочисленных листовках, призывавших солдат вермахта к капитуляции, была его подпись. В марте 1945 года он был награждён орденом Великой Отечественной войны. За свою деятельность в рамках НКСГ на родине Бехлер заочно был приговорён к смерти. Его жене было предложено аннулировать брак, но она отказалась это сделать.

## В ГДР
В середине мая 1945 года Бехлер официально был освобождён из плена. После этого короткое время он руководил антифашистской школой в окрестностях Штеттина. Но вскоре снова вернулся в Бранденбург. Он получил важное задание от советской оккупационной администрации сформировать здесь новое земельное правительство. В июне он стал первым вице-президентом земельного управления Бранденбурга. 1 июля 1945 года Бехлер вступил в КПГ. Год спустя Бехлер вступил в объединившую КПГ и СДПГ Социалистическую единую партию Германии. В 1946—1949 годах он занимал должность министра внутренних дел земли Бранденбург и проживал в это время в Клайнмахнове. В июле 1945 года ему удалось забрать к себе детей, которые в это время жили у подруги жены.
Жена Бехлера Маргрет Бехлер после занятия Альтенбурга американцами в июне 1945 года «за преступления против человечества» была помещена в тюрьму Цвиккау. После ухода американцев она оказалась в руках советских властей. Маргрет Бехлер обвинялась в том, что выдала гарнизонной комендатуре коммуниста Антона Якоба, который по заданию её мужа должен был с ней связаться. Впоследствии он был передан гестапо. Молодая женщина боялась за себя и своих детей, если гестапо узнает об этом, и полагала, что может оказаться в концентрационном лагере, если не донесёт. Антон Якоб был приговорён к смерти и казнён. Советская военная администрация перевела её в тюрьму Баутцена. Впоследствии она содержалась в специальных лагерях в Ямлице, Мюльберге и Бухенвальде. В 1950 году в ГДР 36-летняя Маргрет 3-й судебной коллегией земельного суда Хемница по уголовным делам была приговорена к пожизненному заключению. На процессе она фигурировала под девичьей фамилией Дрейкорн. В 1955 году Дрейкорн была помилована, а в 1956 году выпущена на свободу. Бехлер, делавший карьеру в ГДР, всячески препятствовал контактам детей с матерью. Вскоре Маргрет переехала в ФРГ, где работала учительницей, и смогла увидеть сына только после падения Берлинской стены. В 1992 году она была реабилитирована и умерла в возрасте 88 лет в 2002 году. Бехлер, опасавшийся за свою карьеру и боявшийся скомпрометировать себя перед коммунистическими руководителями Восточной Германии, сделал всё, чтобы прервать всяческое общение со своими родственниками. Брак с Маргрет Дрейкорн был официально аннулирован уже осенью 1946 года. В том же году после смерти отца мать, сестра Кети и брат Гельмут переехали в Западную Германию. Кавалер Рыцарского креста генерал-майор Гельмут Бехлер в конце войны командовал 85-й пехотной дивизией на Западном фронте. После войны он оказался на территории Советской зоны оккупации Германии, два раза его арестовывали. Сестра Герта же осталась в ГДР и работала пианисткой в Дрездене. Ни с кем из родственников после 1945 года Бехлер не поддерживал никаких отношений. 19 сентября 1946 года он женился во второй раз. Его избранницей стала тридцатипятилетняя Эрна Фолль, член КПГ с 1930 года.
В сентябре 1949 года Бехлер был уволен с поста министра внутренних дел. С этого момента начинается новая, военная страница в карьере бывшего майора вермахта. В октябре 1949 года его отправили сроком на год в командировку в СССР на специальные учебные курсы для полковых командиров в Привольск (под Саратовом). Вернувшись в ГДР в октябре 1950 года, Бехлер 1 ноября был назначен начальником штаба Главного управления боевой подготовки при министерстве внутренних дел. Ему было присвоено звание главного инспектора, что соответствовало званию генерал-майора. 1 июля 1952 года на базе ГУБП был образован штаб Казарменной народной полиции, фактически ГДР обзавелась армией. Некоторое время, с 1 июля по 30 августа 1952 года, Бехлер оставался на посту заместителя командующего и начальника штаба КНП. С подачи советской стороны 30 августа 1952 года на его место был назначен бывший генерал-лейтенант вермахта, активный член Национального комитета «Свободная Германия» и Союза германских офицеров Винценц Мюллер. Бехлер же стал заместителем начальника штаба КНП. Для честолюбивого Бехлера это был сильный удар. В последующие шесть лет он сделал всё возможное, чтобы дискредитировать Мюллера перед начальством. В это время Министерство государственной безопасности ГДР начинает усиленно интересоваться руководящим составом КНП, особенно офицерами, служившими ранее в вермахте. Шаг за шагом формировалась сеть тайных осведомителей. Бехлер стал сотрудничать с МГБ в 1952 году. 1 октября 1952 года в КНП официально были введены воинские звания и Бехлер получил звание генерал-майора. 12 мая 1953 года со стороны МГБ он получил предложение стать неофициальным сотрудником. Бехлер ответил согласием. 1 марта 1956 года на базе КНП была создана Национальная народная армия ГДР. Генерал-майор Бехлер стал первым заместителем начальника Главного штаба ННА. 1 ноября он одновременно возглавил оперативное управление. Летом 1957 года он был освобождён от должности. С 1 июня 1957 года по 30 сентября 1959 года он был командирован на учёбу в Военную академию Генерального штаба Вооружённых сил СССР. Вернувшись в ГДР, Бехлер был назначен руководителем Высших академических курсов Военной академии ННА имени Фридриха Энгельса. В декабре он возглавил 2-й факультет Военной академии, готовивший офицеров сухопутных войск. 1 декабря 1965 года в конце карьеры он получил новую должность, возглавив исследовательский отдел по управлению войсками при начальнике Главного штаба ННА. Позднее, в 1969—1971 годах Бехлер возглавлял Институт механизации и автоматизации управления войсками в Дрездене. 28 февраля 1971 года он был отправлен на пенсию. Умер в 2002 году в возрасте 91 года в Клайнмахнове.

## Воинские звания
- Шеф-инспектор — 1 ноября 1950 года
- Генерал-майор ННА — 1 октября 1952 года

## Избранные награды
- Медаль «За выслугу лет в вермахте» 4-го класса (4 года)
- Железный крест 2-го и 1-го класса
- Немецкий крест в золоте (28 января 1943)
- Орден Отечественной войны (СССР)
  - 2-й степени (март 1945) — награждён Георгием Жуковым за службу на 2-м Белорусском фронте во время битвы при Грауденце[1].
  - 1-й степени (1970)
- Медаль за борьбу против фашизма (1958)
- Орден «Знамя труда» (1960)
- Орден «За заслуги перед Отечеством» (ГДР)
  - в золоте (1965)
  - почетная пряжка (1981)
- Боевой орден «За заслуги перед народом и Отечеством» (1966)